# Baspedalen
Baspedalen is een elektronisch muziekinstrument. De pedalen worden met de voet bediend en hebben een bereik van een of meer octaven. De vroegste baspedalen uit de jaren zeventig bestonden uit pedalen die een geheel vormden met een analoge synthesizer. Sinds de jaren negentig zijn baspedalen meestal MIDI-controllers die worden aangesloten op een MIDI-compatibele computer, keyboard of synthesizer om muzikale tonen te produceren.
Baspedalen hebben dezelfde functie als de pedaal op een kerkorgel of hammondorgel en produceren meestal geluiden in het basbereik. Baspedalen worden vaak door toetsenisten gebruikt als aanvulling, of door muzikanten die andere instrumenten (bijvoorbeeld basgitaar of elektrische gitaar) bespelen.

## Voorlopers
In de 19e eeuw werd een voetbas gebouwd, een akoestisch basinstrument dat bespeeld werd met één voet en dat tegelijkertijd een noot uitkoos en een balg activeerde. De toon werd gevormd door doorslaande tongen zoals ook toegepast in accordeons en harmoniums. Het instrument werd onder andere beschreven door Hubert Boone in zijn boek Het accordeon en de voetbas in België (1990) en werd soms gebruikt door vroege folkgroepen.